# Mec Mantasz
Mec Mantasz – wieś w Armenii, w prowincji Szirak. W 2011 roku liczyła 2550 mieszkańców.